# 塔夫里蘇維埃社會主義共和國

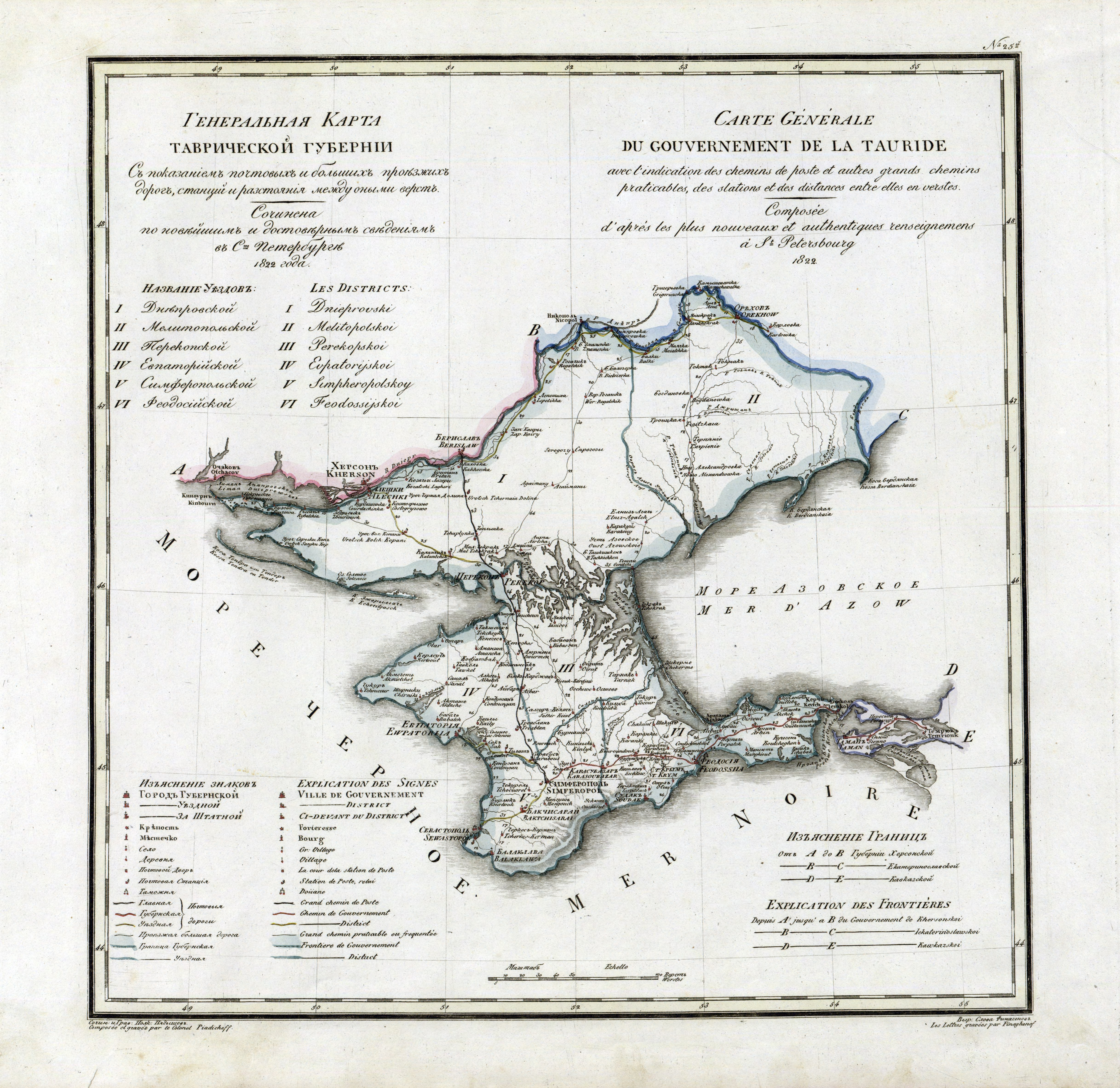
一幅當代繪畫的地圖

塔夫里蘇維埃社會主義共和國 （俄语：Советская Социалистическая Республика Тавриды）是位於克里米亞半島的一個蘇維埃政權。曾是蘇俄的一部分。1918年3月，布爾什維克攻占克里米亞半島，並建立塔夫里蘇維埃社會主義共和國。但後來烏克蘭人民共和國軍隊進入克里米亞半島，建立克里米亞地方政府。